# Imiesławie

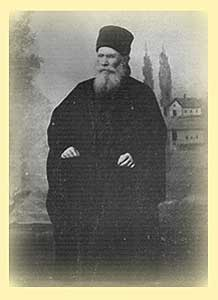
Schimnich Hilarion

Imiesławie (ros. Имяславие, Imiasławije lub Имябожие, Imiabożyje) – ruch teologiczny w Rosyjskiej Cerkwi Prawosławnej podkreślający szczególne znaczenie kultu Imienia Bożego. Obecny w nim neoplatoński pogląd, że w Imieniu Bożym obecny jest sam Bóg wzbudził niezwykle gwałtowne kontrowersje i uznany został za heretycki. Doprowadziło to do gwałtownego stłumienia imiesławia, do dziś jednak istnieją nurty teologii prawosławnej rozwijające jego idee.

## Działalność mnicha Hilariona
Początki imiesławia wiążą się z wydaną w 1907 książką "W górach Kaukazu", napisaną przez rosyjskiego schimnicha Hilariona (ur. 1845 w guberni wiackiej). Hilarion, po pobycie na górze Athos, osiadł na Kaukazie, gdzie wbrew woli przełożonych oddalił się od swojego klasztoru i założył niezwykle surową wspólnotę ascetyczną. Książka Hilariona poświęcona była Modlitwie Jezusowej, jej etapom, uzasadnieniu teologicznemu i metodom. Zawiera także elementy nieznane we wcześniejszej prawosławnej interpretacji tej modlitwy: pogląd, że na wyższych etapach życia duchowego nieustanne "oddychanie Imieniem Jezus" powinno zastąpić wszelkie inne modlitwy oraz stwierdzenie, że "w imieniu Bożym jest obecny sam Bóg". Stwierdzenie to stało się podstawą późniejszego i uznanego za herezję systemu teologicznego: sama książka Hilariona, napisana jako dzieło duszpasterskie, nie zawiera jednak tego systemu i może być interpretowana jako w pełni ortodoksyjna. Dzieło Hilariona spotkało się zresztą początkowo z bardzo ożywionym i życzliwym przyjęciem, nawet wśród jego późniejszych krytyków.

## Pierwsza faza sporu o imiesławie
Szczególne zainteresowanie książka Hilariona wzbudziła wśród mnichów z rosyjskiego skitu fiwaidskiego na górze Athos. Wśród mnichów tych istniał podział na cenobitów i pustelników. Żywo zainteresowani dziełami Ojców Kościoła, ale słabiej wykształceni teologicznie pustelnicy życzliwie przyjęli dzieło Hilariona, podczas gdy lepiej przygotowani teologicznie cenobici w stwierdzeniu o tożsamości Boga z Imieniem Bożym doszukali się herezji. Hieromnich Aleksy (Kirejewski) i mnich Chryzant (Minajew) wyrazili przekonanie, że twierdzenie o tożsamości Boga z Jego Imieniem jest fałszywe, a cała moc Imienia nie ma źródła w jego formie językowej (np. brzmieniu), ale wyłącznie w faktach pozajęzykowych, które określa stosunek modlącego się do Imienia. Ta racjonalistyczna interpretacja wywołała ostry konflikt wśród mnichów, który następnie rozprzestrzenił się na wszystkie rosyjskie klasztory góry Athos.
Krytyka kształtującego się imiesławia dokonana przez micha Chryzanta zarzucaa mu panteizm: utożsamienie Boga z Imieniem Bożym, które jest zwyczajnym dźwiękiem, oznacza utożsamienie Boga z czymś, co znajduje się poza nim. Co więcej, imiesławie ma – według tej krytyki – prowadzić do uznania dwóch Bogów, z których jednym jest istota Chrystusa, drugim jej imię. W krytyce tej widoczne jest wiele analogii do krytyki palamizmu, a także hezychazmu i kultu obrazów (ikon). Sam schimnich Hilarion odpowiedział na nią odwołując się do poglądów mistycznych oraz wskazując, że wyniesienie Imienia Jezus do godności boskiej uznawać można za analogiczne do wyniesienia do godności boskiej ludzkiej natury Chrystusa, a także że sama zmiana nazwy danego przedmiotu prowadzi do zmiany istoty tego przedmiotu.
Monastery wspierające imiesławie przyjmowali specjalne wyznanie wiary głosząc, że Imię Jezus jest Bogiem, boską hipostazą i ma specjalną moc czynienia cudów. Przeciwnicy imiesławia posuwali się nawet do profanacji Imienia Jezus. Wobec konfliktu patriarcha Konstantynopola w 1912 i 1913 uznał imiesławie za herezję. Imiesławcy nie uznali jednak tych orzeczeń – z tego względu doszło do konfliktu między znajdującymi się na Athosie klasztorami rosyjskimi a wspierającymi patriarchat greckimi. Stopniowo jednak również sam Rosyjski Kościół Prawosławny zaczął dystansować się od imiesławia.